# Crackle
Crackle (anteriormente conhecido como Grouper e Sony Crackle) é uma network em multivideo e stream caracterizado comercialmente com suporte a streaming, criado por Mike Marlon, um ex-funcionário da Sony Digital Entertainment, divisão do conglomerado midiático japonês Sony. Seu conteúdo consiste basicamente na biblioteca de filmes e programas de televisão. O Crackle fornece o conteúdo por meio de uma rede de distribuição da web, incluindo YouTube, Hulu, AOL, MySpace e prestadores de serviços móveis.

## História
Em julho de 2007, a Sony comprou o site de vídeos on-line Grouper por US $65 milhões. No mesmo mês, a Sony anunciou que o Grouper seria renomeado para Crackle, uma rede multiplataforma de vídeo, entretenimento e estúdio, apresentando filmes completos e de televisão da Sony, bem como a produção de conteúdo original feito apenas para a internet. Em outubro de 2008, a Sony transferiu a sede do Crackle para Culver City na Califórnia.
Em abril de 2009, o Crackle bloqueou o acesso a pessoas não residentes nos Estados Unidos. Em 8 de junho de 2010, o Crackle abriu o acesso a conteúdos selecionados do site para telespectadores do Reino Unido, Canadá e Austrália. Em março de 2011, o Crackle foi lançado no PS3, aparelhos Roku, e Blu-ray's  da Sony e de TVs da Bravia. e em abril de 2011, o Crackle lançou seu aplicativo móvel para os usuários do iPad, iPhone e iPod touch. Em julho de 2011, o aplicativo foi lançado para a plataforma Android em 5 de outubro de 2011, a Microsoft fez uma parceria com o site, para trazer seu canal para o Xbox 360 Live. Em 2013 foi lançado o aplicativo oficial na loja da Microsoft, diponível para computador nas versões Windows 8.1 e Windows 10.
O Crackle atualmente traz conteúdos originais e licenças de filmes da Columbia Pictures, TriStar Pictures, Screen Gems, Sony Pictures Classics e programas de TV da Sony Pictures Television.
A partir de outubro de 2011, o aplicado do Crackle totalizou 5 milhões de downloads em todo o mundo.
Em janeiro de 2012, o Crackle adicionou o Animax ao seu conteúdo, disponível para espectadores dos Estados Unidos e Canadá.
No final de 2016 o site do serviço divulga uma grande mudança, o novo Crackle, com séries originais e exclusivas. Isso depois de alguns anos com filmes e séries de pouca fama, uma mudança ocorrida para atrair novos assinantes.

## Brasil
Em 13 de março de 2012, o Crackle foi lançado no Brasil, com mais de 150 títulos. Em abril de 2013, a Sony divulgou que o serviço havia atingido um milhão e meio de usuários no país. Entre 2018 e 2019, o Crackle foi plataforma para exibição de Doctor Who no Brasil, da 11ª Temporada, mais especificamente, que recebeu críticas pelo excesso de alterações na dublagem. A série, havia sido anteriormente exibida pelo canal Syfy Brasil[carece de fontes?]. Em 17 de janeiro de 2019, a Sony anunciou que o Crackle seria descontinuado no Brasil e na América Latina. A presidente da Sony Pictures disse que "Após muita consideração, decidimos que o Crackle América Latina não é sustentável no atual cenário altamente competitivo". O fim definitivo do Crackle no Brasil e no restante da América Latina ocorreu em 30 de abril de 2019. O serviço tinha mais de 400 mil usuários quando foi anunciado seu desligamento.